# Valleroy-aux-Saules
Valleroy-aux-Saules é uma comuna francesa na região administrativa de Grande Leste, no departamento de Vosges. Estende-se por uma área de 5,03 km². Em 2010 a comuna tinha 265 habitantes (densidade: 52,7 hab./km²).